# Glypta mcallisteri
Glypta mcallisteri är en stekelart som beskrevs av Dasch 1988. Glypta mcallisteri ingår i släktet Glypta och familjen brokparasitsteklar. Inga underarter finns listade i Catalogue of Life.